# Chris Lawrence
Christopher J. Lawrence (Londres, 27 de julio de 1933 - Herefordshire, 13 de agosto de 2011) fue un piloto de automovilismo británico. Participó regularmente en las 24 Horas de Le Mans y en dos pruebas de la temporada de Fórmula 1 de 1966 con un coche especial de Cooper-Ferrari sin obtener puntos.
Posteriormente, Lawrence fundó la compañía LawrenceTune,  constructores del Morgan Plus 4 Super Sports. Lawrence fue responsable también del diseño de la serie de coches deportivos y de carreras Deep Sanderson. Además, ayudó al diseño al salón francés Monica 560 de 1972.

## Resultados

### Fórmula 1
(Clave) (negrita indica pole position) (cursiva indica vuelta rápida)

| Año     | Escudería                   | 1   | 2   | 3   | 4      | 5     | 6       | 7   | 8   | 9   | Pos. | Puntos |
| ------- | --------------------------- | --- | --- | --- | ------ | ----- | ------- | --- | --- | --- | ---- | ------ |
| 1966    | J.A. Pearce Engineering Ltd | MON | BEL | FRA | GBR 11 | NED 5 | GER Ret | ITA | USA | MEX | NC   | 0      |
| Fuente: |                             |     |     |     |        |       |         |     |     |     |      |        |